# リーダー・オブ・ザ・パック
「リーダー・オブ・ザ・パック」（Leader of the Pack）は、シャングリラスが1964年に発表した楽曲。発売当初の邦題は「黒いブーツでぶっとばせ!」。
ローリング・ストーンの選ぶオールタイム・グレイテスト・ソング500（2021年版）で316位にランクされている 。

## 概要
シャドウ・モートンにジェフ・バリーとエリー・グレニッチのソングライター・チームが加わって書かれた。モートンによれば元々はグッディーズ（またの名をバニーズ）というグループのために書かれた曲だったが、シャングリラスが「リメンバー～渚のおもいで（Remember (Walking in the Sand)）」に続くヒット曲を欲していたためシャングリラスが歌うこととなった。
楽器演奏の録音はニューヨーク州ヘムステッドのウルトラソニック・レコーディング・スタジオで行われた。「レコーディングの日は昨日のことのようによく覚えているよ。運悪く何人かのミュージシャンがミスをし続けたせいで、シャドウ・モートンが納得するまでに63テイクも費やした」とピアノで参加したロジャー・ロッシは述べている。なお本作品でピアノを弾いているのはアーティ・バトラーという説もある（トニー・ヴィスコンティの自伝より）。ボーカルはマンハッタン・ホテルの2階にあったウルトラソニック・サウンド・スタジオで録音された。排気音を録るためにオートバイをホテルのロビーからスタジオの階までかけのぼらせたという伝説が残っているが、グループのリード・シンガーのメアリー・ウェイスは効果音のアーカイヴズからとったとインタビューに答えている。
ジェリー・リーバーとマイク・ストーラーがジョージ・ゴールドナーとともに経営するレッド・バード・レコードから、1964年9月に発売された。B面は「What Is Love」。同年11月28日付のビルボード・Hot 100の1位を記録した。イギリスでは11位、カナダでは3位、ニュージーランドでは1位を記録した。ビルボードの1964年の年間チャートの69位を記録した。その後、イギリスでは1972年に3位、1976年に7位を記録している。

## カバー・バージョン
- フランク・アラモ - 1965年のEP「Le chef de la bande」。フランス語詞で歌っている。
- ベット・ミドラー - 1972年のアルバム『The Divine Miss M』に収録。
- カーペンターズ - 1975年のライブ・アルバム『ライヴ・イン・ジャパン』に収録。
- ポーツマス・シンフォニア - 1979年のアルバム『20 Classic Rock Classics』に収録。
- アン・ルイス - 1981年のシングル。
- トゥイステッド・シスター - 1985年のシングル。全米53位を記録。
- メリッサ・エスリッジ - 1996年のコンピレーション・アルバム『The Concert for the Rock and Roll Hall of Fame』に収録。